# Пророк
Проро́к (біблійне грец. προφήτης) — людина, що пророкує (проголошує, переказує, сповіщає) людям слова Господа Бога.

## Тлумачення терміна
В Біблії пророки  називаються інколи по іншому, наприклад: 1) „чоловік Божий”, — так названий пророк, який провістив первосвященику Ілію загибель його дому; 2) ”прозорливець”, — так названий Самуїл: 3) ”провидець”, — в тому ж розумінні, що і прозорливець, тобто чоловік, який очима віри бачить майбутнє; 4) ”сторож дому Божого”: пророки сторожили або захищали Ізраїль від духовних ворогів; 5) „ангел Божий”, в розумінні вісника волі Божої.
Пророк відчуває всередині себе голос, що закликає його до діяльності. Біблійні пророки бачили розвиток людства на багато тисяч років уперед та говорили від імені Бога про Бога. Пророк, по-єврейськи „наві”, від дієслова „нават” – говорити, передавати волю іншого.„Наві” відповідає також таким поняттям, як „бути повним, литися через край”. Поняття ці супутні образу натхненної промови, яка вільно ллється з переповненого почуттями серця пророка. Пророки часто називаються „устами Єгови”. В цьому ж розумінні пророком названий і Аарон, який передавав накази Мойсея народу і Фараону. „Іди... він буде тобі устами, а ти будеш йому замість Бога” (Вих. 4.16) – сказав Господь Мойсею.
На грецькій мові слову „наві” відповідає слово (профітіс). Але воно має більш вузьке значення – означає провісника майбутнього, віщуна. Цим словом називалися грецькі оракули, жерці поганських релігій, які вдавали, що  передають волю богів.
Пророк – це посередник між Богом і людьми, котрий відкриває людям божественну волю, яка стосується теперішнього моменту, минулого, або майбутнього.
Служіння пророків червоною ниткою проходить через всю історію старозавітного людства. Профетизм є тим поняттям, в світлі якого можна одночасно розглядати як зовнішній хід головних подій біблійної історії, так і їх внутрішній ідейний зв’язок. В широкому розумінні слова, пророком („наві”) в Біблії часто називається весь боговибраний народ, котрому творець відкрив Свою волю і являв особливе заступництво і милість; Ізраїль повинен був бути тим глашатаєм, посередником, через котрого Бог об’являв Свою волю всьому людству. В цьому розумінні Ізраїль називається „народом пророків”, призначеним служити „світлом для просвітлення язичників” – людей, „сидячих в темряві і тіні смертній”. Але Ізраїль через свою твердошиїсть не зміг виконати це високе призначення. Через свою гріховність він не зміг предстояти безпосередньо Лицю Божому, для нього самого були необхідні посередники-пророки. В цій якості посередниками-пророками слід визнати всіх старозавітних патріархів (Адама, Еноха, Ноя, Авраама, Ісаака, Якова ), всіх суддів, вождів, багатьох благочестивих царів.
З моменту встановлення старозавітної теократії починається особливий період пророчого служіння, в розумінні більш вузькому, біблійно-специфічному значенні даного слова. З часу Синайського законодавства Єгова став не тільки Богом, але й Царем Ізраїля. Засновник і вождь теократії, посередник Синайського законодавства, удостоєний особливої, виключної близькості до Єгови – Мойсей був найбільшим від усіх старозавітних пророків. В силу специфіки свого служіння він не мав послідовників серед старозавітних пророків, тому що був прообразом Христа, Засновника досконалої новозавітної теократії, Царства Божого.
Епоха від Мойсея до Самуїла відома як час без пророків. Біблія так говорить про цей період: „Господнє слово було рідке за тих днів, видіння не було часте” (1 Цар.3.1). Самуїл відкриває собою особливий період старозавітного профетизму. Внутрішній стан Ізраїля в цей момент був не у найкращому стані: дух народної єдності зник, віра ослабла, була реальна загроза політичної загибелі Ізраїля. В цей критичний момент Бог посилає своєму народу пророка Самуїла. Самуїл і наступні пророки цього періоду, завдяки  божественному натхненню і власним зусиллями високо піднімалися над загальним рівнем свого народу. Вони глибоко осягали справжній смисл  подій, які проходять і очима віри бачили далеке майбутнє. „Передчуваючи віяння новозавітної благодаті” (св. Василій Великий), живучи в Старому Заповіті, по духу вони були мешканцями Нового Завіту.

## Час служіння пророків у старому Завіті
Пророче служіння внутрішньо нерозривно пов’язане з теократією: разом вони народилися біля підніжжя Синаю, разом вони і йдуть через всю самостійну політичну історію Ізраїля. Якщо теократія – сутність історії Ізраїля, то профетизм – душа теократії. Якщо Мойсей (біля 1250 р.), як відмічено вище, в силу особливості служіння займає окрему нішу при витоках теократії, то від Самуїла пророче служіння набуває певні характерні риси (біля 1040р.). З цього часу в Ізраїлі з’являються пророчі общини або школи. До них могли вступати благочестиві ізраїльтяни всіх родів і станів. На чолі кожної з подібних общин стояв якийсь популярний пророк, духом котрого вона жила, і ім’ям котрого вона називалася. Головним завданням такої школи було розповсюдження духовного впливу свого пророка і утвердження його авторитету в народі. Тому пророчі школи були центрами релігійно – морального життя та поширення теократичної просвіти в народі.
Пророки існували раніше шкіл і поставлялися на це високе служіння шляхом таємного, благодатного покликання. З шкіл виходили учні пророків, які добре знали Слово Боже, відрізнялися високою моральністю. Ці помічники пророків народні вчителі розносили пророчі відкриття по всьому царству Ізраїльському, виконуючи наказ свого вчителя.
Встановлення царської влади в Ізраїлі не було богоугодною справою і в цьому зв’язку були непрості взаємовідносини пророчого інституту з монархічним. Встановлення царської влади в Ізраїлі вносить суттєву переміну в служіння пророків. Служіння пророків крім всього іншого, стало носити строго оберігаючий характер по відношенню до головних основ теократичного ладу. Спочатку профетизм позитивно домінував над монархізмом. Пророки не лише звинувачували (викривали) царів за порушення Закону Божого, але й владно чинили над ними суд, скидали з трону одних і піднімали інших достойних. Але скоро ситуація змінилася. З моменту розділення Ізраїля (931 р.) на Північне і Південне царства для пророків настає найбільш відповідальний період служіння, який пов’язаний з постійною небезпекою. Від справжньої теократії не залишилося і сліду. Царі живуть однією думкою – зміцнити політичне становище своїх царств. Заради цієї мети вони укладали заборонені союзи з поганськими царями і їх народами. Результат цього – релігійний занепад і моральна розпуста народу. Особливо тяжка ноша випала на пророків Ізраїльських, де справжнє священство було знищене і насильно замінене Єровоамовими жерцями ваалового культу. Тут пророки залишилися майже єдиними „сторожами дому Ізраїлевого”. Дослідники називають цей період „героїчною епохою профетизму”.
Найбільший розвиток профетизму спостерігається в період нечестивих царів, коли царській владі, готовій звести народ з істинного шляху, треба було протиставити силу духовну, котра б стримала народ від спокуси. Найбільш яскравим часом пророчого служіння був період Ілії і Єлисея (874-790 рр.).
Вплив пророків і їх учнів не в силі були відвернути природного ходу історії накресленого Божественним Провидінням. Обидва єврейських царства наближалися до фатального для них політичного кінця. Вісниками цього кінця, його свідками-очевидцями і провісниками месіанського царства були так звані пророки-письменники.
Характерною рисою пророків-письменників було не стільки особисте втручання їх в хід державного і суспільного життя, скільки вплив на душі людей шляхом усного і письмового слова, жива і сильна проповідь покаяння, з’єднана з утішними картинами майбутнього духовно-обновленого месіанського царства.
За 4 століття до пришестя Месії пророцтво замовкло. Останнім пророком, який залишив писання був Малахія, після чого істинне пророцтво зникло, а на великому пророчому «сідалищі»  Мойсея сіли книжники і фарисеї.
Служіння пророків є специфічною ознакою боговибраного народу. Тільки дякуючи розвитку профетизму Ізраїль зайняв виключне місце у світовій історії. Старозавітній профетизм представляє собою вісь релігійної історії всього людства. Професор М.М.Тареєв так говорить про зв’язок профетизму з історією Ізраїля: „Єврейська релігія є релігією пророків. Пророцтво виражає саму сутність релігії Єгови як релігії теїстичної, не стихійно-язичницької, а розумно-людської, боголюдської”.

Ні один народ в Старому Завіті не мав об’явлення волі Божої через „Слово”, котрим живий Бог керував і наставляв Свій народ на дорогу істини.

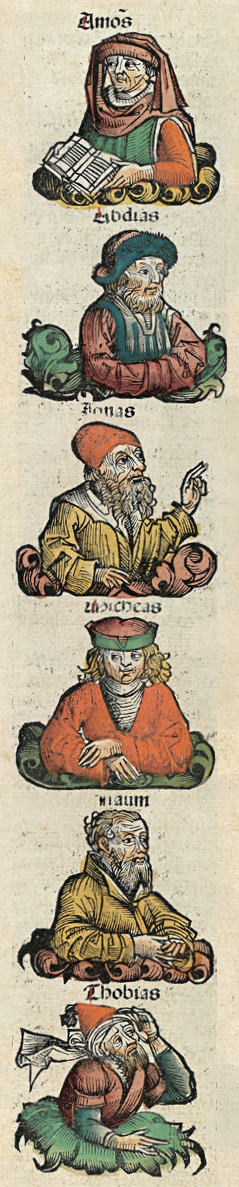
Біблійні пророки, Нюрнберзька хроніка 15 століття

## Вчення пророків у Старому завіті
Вчення пророків складається з трьох основних елементів, характерних для старозавітної релігії: монотеїзм, моралізм, очікування спасіння. 
Монотеїзм. Протягом довгого часу ізраїльтяни допускали, що другі народи могли мати своїх “інших” богів. Це їх не бентежило: вони призивали тільки Ягве, найбільш могутнього з Богів, Який вимагав поклоніння Йому одному. Від практичного генотеїзму до повністю усвідомленого старого монотеїзму Ізраїль перейшов під впливом проповіді пророків. Синайське Об’явлення єдиного Бога було пов’язане зі встановленням Заповіту, і тому Ягве уявлявся Богом, власне, Ізраїльським, пов’язаним з ізраїльською землею і  святилищами. І лише з часів пророків (Амос, сер. VIII ст.) Бог вже розуміється  як Вседержитель, керуючий силами природи, неподільно володарюючий над всіма людьми і історією. Він судить малі держави і великі імперії (Ам., 1-2), дає їм могутність і відбирає її (Єр. 27: 5-8); вони служать знаряддям Його кар (Ам. 6: 11; Іс.7: 18-20); Він і зупиняє їх (кари), коли вважає за потрібне (Іс.10,12). Проголошуючи Ізраїль землею Ягве (Ієр.7.7), пророки в той же час провіщали зруйнування святилища (Мих.3,12; Єр.7,12-14), і Єзекіїль бачить як слава Ягве покидає Єрусалим (Єз.10,18-22; 11,22-23).
Прагнучи огородити Ізраїль від поганських культів, пророки показують фальшивість і безсилість ідолів сусідніх народів. Критика ідолопоклонства стає особливо гострою в період полону. Тоді ж урочисто сповідуючи єдинобожжя, пророки в своїх промовах підкреслюють Його трансцендентність (неосягненість), святість. І хоча Бог оточений тайною (Іс.6; Єз.1), Він в той же час близький до Свого народу і проявляє до нього Свою благість.
Моралізм. Святості Бога протистоїть нечистота людини, і бачачи цей контраст, пророки з особливою гостротою усвідомили людську гріховність. Цей моралізм, як і монотеїзм, не є чимось новим: він вже був присутній в 10 заповідях. Але в книгах пророків тема гріха стає однією з основних, на ній поставлений особливий акцент. Гріх відділяє людину від Бога (Іс.59,2), ображає Бога праведного (Ам.), многомилостивого  (Ос.) і святого (Іс.). Проблема гріха стоїть в центрі проповіді Єремії. Розповсюдження зла викликає Божу кару. Оскільки гріх здійснюється всім народом, він вимагає і колективної кари, але в Єремії (Єр. 31,29-30) вже з’являється уявлення про індивідуальну відплату.
Важливо підкреслити, що проповідь чистоти  життя, високої моральності, так званий “етичний монотеїзм” пророків базується на Синайському законодавстві. Тобто пророки розширюють і поглиблюють у свідомості народу те, що колись дав Бог. Одночасно поглиблюється і розуміння релігійного життя. Треба “шукати Бога”, “виконувати Його закони”. Пророки вчать, що Бог вимагає внутрішньої праведності, внутрішньої чистоти і свідомості. Обрядовість, не зв’язана з турботами про внутрішній стан людини, засуджується.
Очікування спасіння. Осуджуючи гріх, і говорячи про Божу кару за гріхи, пророки (починаючи з Амоса) говорять про особливу, щасливу участь вибраних праведників, названих “залишком”. До “залишку” належать всі ті, хто за життя уник гріха, і безпосередньо ті, хто удостоїться дожити до ери великого щастя. Наступить час, коли вигнанці Ізраїля і розсіяні юдеї (Іс. 11,12-13) повернуться у святу Землю, і наступить період благоденства, матеріального благополуччя і  могутності. Але найголовніше полягає в тому, що прихід Царства правди і святості попередить внутрішнє навернення всіх юдеїв, Боже прощення і богопізнання, які приносять мир і радість (Іс.2,4; 9,6; 11,6-8). Для утвердження Свого Царства на землі Цар Ягве пошле Свого “Помазаника” (“Месію”).   

## Відомі пророки
Перший історично відомий пророк в історії людства - Заратуштра, представник іранського жрецького роду Спітама. Саме йому належить започаткування пророцьких (чи авраамічних) релігій, які свого часу набули такого поширення серед семітських народів з такими релігійними новаціями, як монотеїзм, Святий Дух, майбутнє явлення Спасителя, вічне духовне життя у вирії після матеріальної смерті, благодать тощо.
Юдейські пророки, праця і слова яких відомі із Святого Письма юдеїв, християн та мусульман, — це Єнох, Ной, Авраам, Мойсей, Аарон, Міріам, Дебора, Самуїл, Давид, Соломон, Ілля Хреститель, Великі пророки (Ісая, Єремія, Єзекіїль та Даниїл), і малі пророки — автори пророчих книг та ін. Святе Письмо свідчить про те, що через пророків говорив Святий Дух, і що книги, написані ними, створені через натхнення Духа Божого, «бо пророцтва ніколи не було з волі людської, а сповіщали його святі Божі мужі, проваджені Духом Святим» (2-е Петра 1:21).
|                  | Пророк бачить те, чого інші не добачають. Пророк передбачає майбутнє. Але передусім пророк розмовляє з Богом і виголошує його істиним перед лицем народу. |
| — Євген Сверстюк | |

## Лжепророк
У Святому Письмі згадується і про лжепророків, які, не будучи призваними і посланими Богом, пророкують за своїми вигадками на шкоду ближнім, зводячи їх з праведної дороги. Такі пророки описані в Старому і Новому заповітах.